# Абдурахманов, Ибрагим Магомедович
Ибрагим Магомедович Абдурахманов (7 марта 1999, Эчеда, Цумадинский район, Дагестан, Россия) — российский борец вольного стиля. Призёр чемпионата России.

## Спортивная карьера
Является воспитанником спортивной школы имени Умаханова в Хасавюрте, воспитанник тренера М. Магомедова. В марте 2019 года в Якутске стал победителем международного турнир среди юниоров памяти Романа Дмитриева. В сентябре 2019 года одержал победу на открытом всероссийский турнир памяти Юрия Гусова во Владикавказе, среди борцов до 23 лет. В октябре 2020 стал бронзовым призёром чемпионата России в Наро-Фоминске.

## Спортивные результаты
- Межконтинентальный Кубок 2018 — ;
- Межконтинентальный Кубок 2019 — ;
- Чемпионат России по вольной борьбе 2020 —
- Первенство мира по борьбе U23 2021 —